# Huang Shiping
Huang Shiping (黄世平S; 24 febbraio 1963) è un ex tiratore a segno cinese.

## Palmarès

### Olimpiadi
- 2 medaglie:
  - 1 argento (Seul 1988 nei 50 metri bersaglio mobile)
  - 1 bronzo (Los Angeles 1984 nei 50 metri bersaglio mobile)